# 민중정책연구원
민중정책연구원은 민중당의 정책 연구소이다.